# Myntkabinett

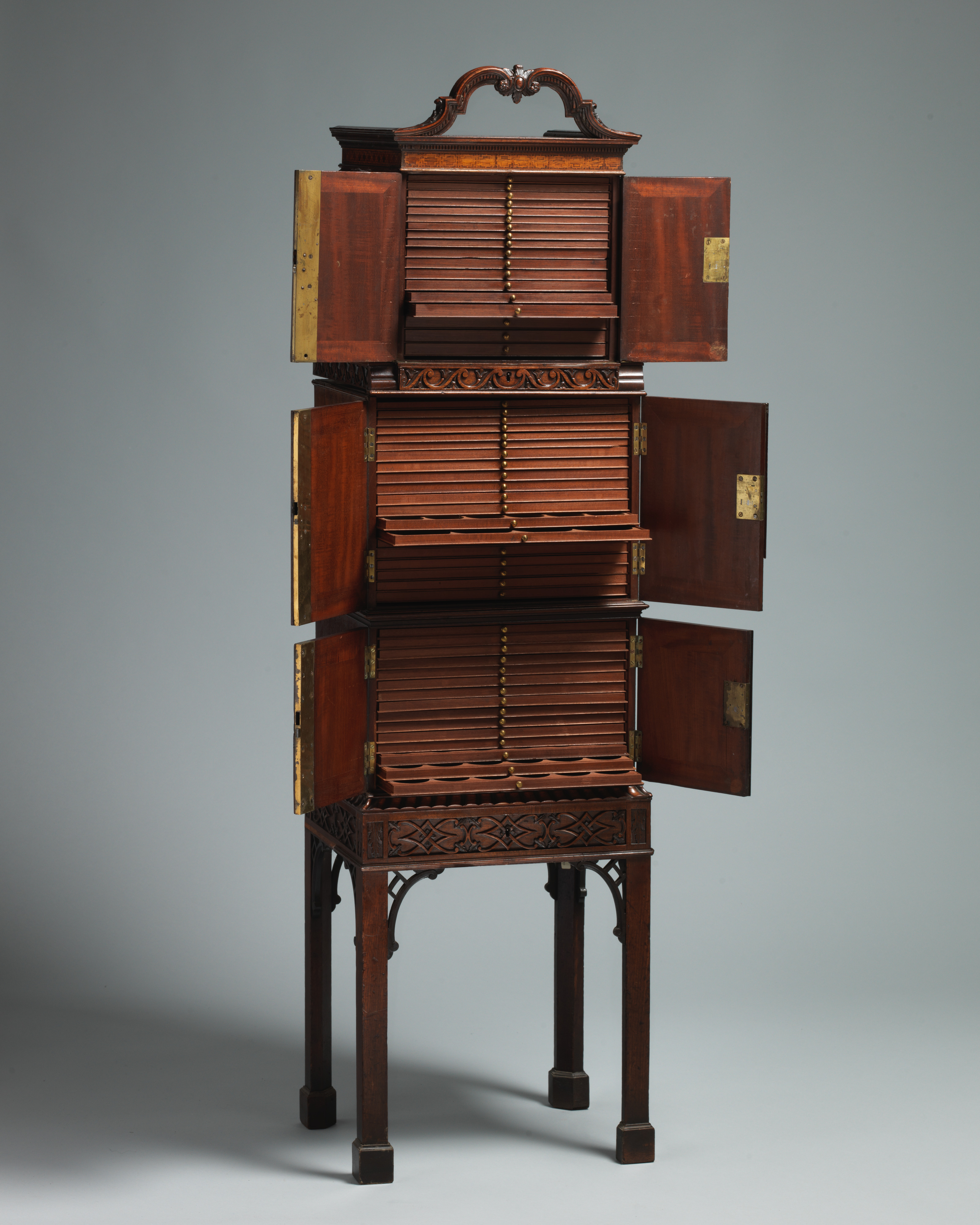
Brittiskt myntskåp från 1700-talets mitt.

Myntkabinett är en systematiskt ordnad samling av mynt och medaljer. Exempel på offentliga myntkabinett är Kungliga myntkabinettet (numera Ekonomiska museet) och Uppsala universitets myntkabinett.